# كريس بارت وليمز
كريس بارت وليمز (بالإنجليزية: Chris Bart-Williams)‏ (16 يونيو 1974 بفريتاون في سيراليون - 24 يوليو 2023) هو لاعب كرة قدم سيراليوني وبريطاني في مركز الدفاع. شارك مع منتخب إنجلترا تحت 21 سنة لكرة القدم ومنتخب إنجلترا لكرة القدم الرديف. أما مع النوادي، فقد لعب مع إيبسويتش تاون وتشارلتون أثلتيك وشيفيلد وينزداي ونادي أبويل ونوتينغهام فورست ونادي ليتون أورينت ونادي مارساشلوك.

## وصلات خارجية
- كريس بارت وليمز على موقع الاتحاد الدولي (مؤرشف)  (الإنجليزية)
- كريس بارت وليمز على موقع قاعدة بيانات كرة القدم.إي يو (الإنجليزية)
- كريس بارت وليمز على موقع Soccerbase.com (لاعب) (الإنجليزية)
- كريس بارت وليمز على موقع Soccerway.com (الإنجليزية)
- كريس بارت وليمز على موقع عالم كرة القدم.نت (الإنجليزية)